# Sugauli
Sugauli è una città dell'India di 31.362 abitanti, situata nel distretto del Champaran Orientale, nello stato federato del Bihar. In base al numero di abitanti la città rientra nella classe III (da 20.000 a 49.999 persone).

## Geografia fisica
La città è situata a 26° 46' 60 N e 84° 43' 60 E e ha un'altitudine di 61 m s.l.m..

## Società

### Evoluzione demografica
Al censimento del 2001 la popolazione di Sugauli assommava a 31.362 persone, delle quali 16.827 maschi e 14.535 femmine. I bambini di età inferiore o uguale ai sei anni assommavano a 6.242, dei quali 3.244 maschi e 2.998 femmine. Infine, coloro che erano in grado di saper almeno leggere e scrivere erano 13.228, dei quali 8.583 maschi e 4.645 femmine.